# 火炬广场站 (南昌市)
火炬广场站位于中华人民共和国江西省南昌市青山湖区火炬大街、国威路与青山湖大道交叉口东侧地下，是南昌地铁3号线的地铁车站，车站于2020年12月26日和3号线一同启用。

## 车站结构
车站位于山湖大道与火炬大街的交叉口，为地下二层岛式车站:55；东端设单渡线:36。

### 楼层
| 1层  | 地面               | 出入口                         |  |  |
| -1层 | 站厅               | 自动售票机、客服中心           |  |  |
| -2层 |                    | █ 3号线 往银三角北（青山湖西） |  |  |
|      | 岛式站台，左侧开门 |                                |  |  |
|      |                    | █ 3号线 往京东大道（梁万）     |  |  |

### 设计
本站是3号线的特色站之一，车站以周围的高新科技园为灵感，提取“蓝色科技树”为设计元素，抽象化运用，天花柱面一体化设计，讲述在科技之光的滋养下，智慧城市之树茁壮衍生出各种科技成果，打造未来高新科技的引擎。

### 出入口
| 编号                   | 指示         | 图片 | 建议前往的目的地                                               |
| ---------------------- | ------------ | ---- | -------------------------------------------------------------- |
| 出口 · 2L              | 火炬大街北侧 |      | 高新一路、建昌工业园、南昌明州康复医院、闯新路、海上汇商业广场 |
| 出口 · 3L · 升降机标志 | 火炬大街北侧 |      | 青山湖大道、金边瑞祥苑                                         |
| 出口 · 4L              | 火炬大街南侧 |      | 火炬广场、青山湖大道、世纪大厦、富丽花园、发展路、五湖国际广场 |
| 註： 設有              |              |      |                                                                |

## 历史
- 2008年9月15日开始公示5条线路的规划中包括4号线的本站[3][4][5]。
- 2014年1月23日3、4号线优化调整规划批前公示，本站为3号线车站[6][7]。
- 2014年3月21日公布的“南昌市城市快速轨道交通建设规划（2014-2020）环评”显示本站名为青山湖大道站[8]。
- 2015年5月5日《南昌市城市轨道交通第二期建设规划(2015-2021)》得国家发改委批复，显示本站名为“青山湖大道站”[9]。
- 2015年7月20日南昌市轨道交通3号线工程环境影响评价文件拟受理情况的公示，[10]公布了《南昌市轨道交通3号线工程环境影响报告书（公示稿）》[1]。
- 2015年8月4日《关于南昌市轨道交通3号线工程规划选址的批前公示》，“青山湖大道站”位于青山湖大道与火炬大街的交叉口[11][12]。
- 1号线2010年12月15日确定站名中含有“青山湖大道”且在2015年底通车时未作变动，3号线站名应该会变动。
- 2016年8月6日南昌晚报报道了地铁2、3号线车站改名情况；本站改名为火炬广场站[13]。